# Passiflora reflexiflora
Passiflora reflexiflora Cav. – gatunek rośliny z rodziny męczennicowatych (Passifloraceae Juss. ex Kunth in Humb.). Występuje endemicznie w Ekwadorze.

## Rozmieszczenie geograficzne
Rośnie endemicznie w Ekwadorze w prowincji Bolívar, Guayas, Manabí oraz Los Ríos. 

## Biologia i ekologia
Występuje w suchych lasach nadmorskich na wysokości 50–300 m n.p.m. Gatunek jest znany z kilku subpopulacji. Rośnie między innymi w kilku miejscach w dolinie rzeki Guayas, a także na wzgórzach Chongón i Colonche oraz u podnóża Andów..

## Ochrona
W Czerwonej księdze gatunków zagrożonych został zaliczony do kategorii NT – gatunków najmniejszej troski. Oprócz niszczenia siedlisk nie są znane konkretne zagrożenia. Najwyraźniej nie jest zagrożony, ponieważ utrzymuje się przez dłuższy czas mimo zakłóceń lasu. Nie są znane szczególne zagrożenia dla występowania tego gatunku.